# Széleslevelű harangvirág
A széleslevelű harangvirág (Campanula latifolia) a fészkesvirágzatúak (Asterales) rendjébe, ezen belül a harangvirágfélék (Campanulaceae) családjába tartozó faj.

## Előfordulása
A széleslevelű harangvirág csaknem egész Európában megtalálható. Írországba betelepítették. Ázsiában, Törökországtól Iránig és Kazahsztánig is megtalálható. Indiában, Nepálban és Pakisztánban is őshonos. Az Amerikai Egyesült Államokba betelepítették ezt a növényfajt.

## Alfajai
- Campanula latifolia subsp. latifolia
- Campanula latifolia subsp. megrelica (Manden. & Kuth.) Ogan.

## Megjelenése
A széleslevelű harangvirág 1 méter magas, évelő növény. Sima vagy tompán barázdás szára kopasz, esetleg rövid szőrű. Hosszúkás, tojásdad, mindkét oldalán puha szőrös levelei egyenlőtlenül fűrészes szélűek és rövid, szárnyas nyélbe keskenyednek. A 4-5 centiméteres ibolyaszínű virágok egyesével állnak a levelek hónaljában, és egyszerű fürtöt alkotnak.

## Életmódja
A széleslevelű harangvirág szurdokerdők, magaskórós társulások, nyirkos cserjések lakója. Üde vagy nedves, laza, tápanyagban gazdag talajt igényel. A virágzási ideje június–augusztus között van.

## Képek

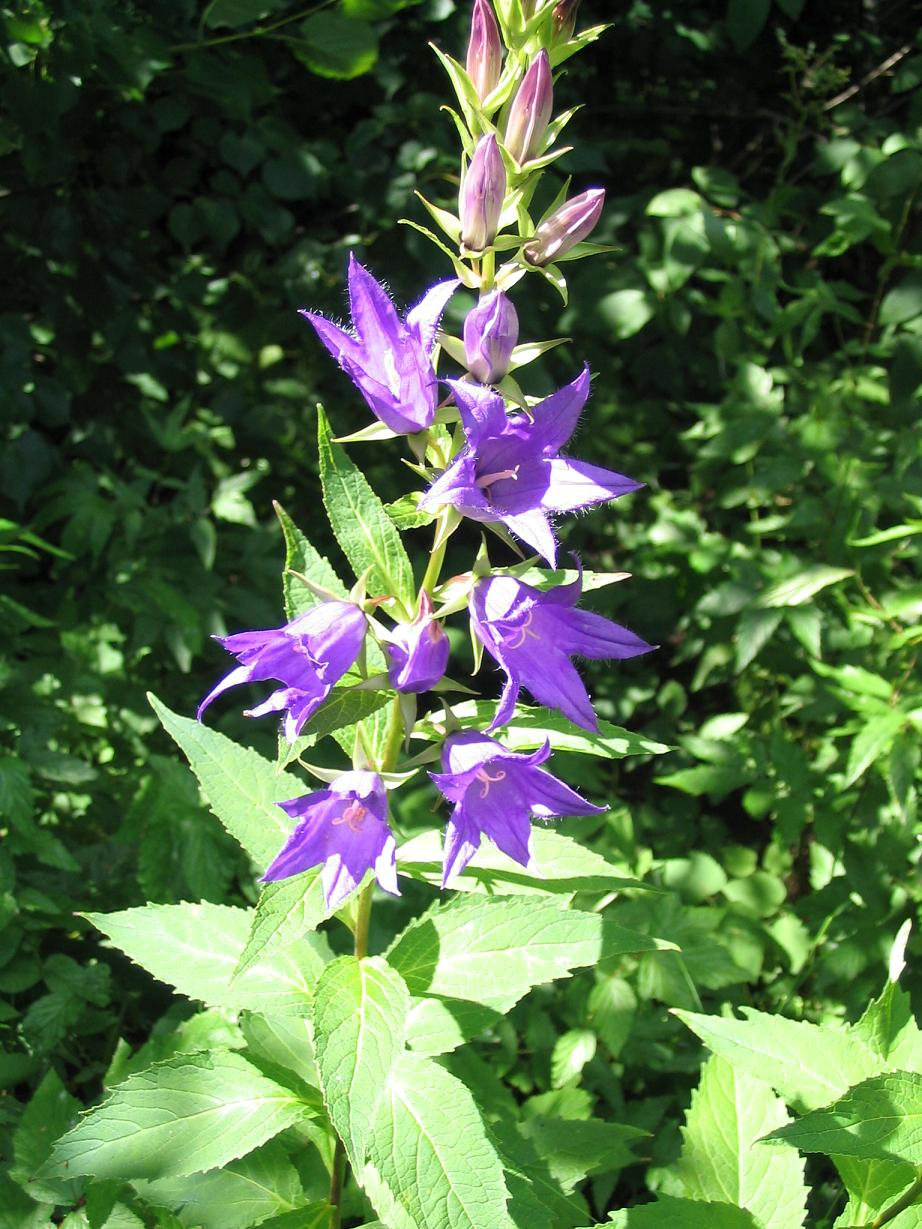
A növény
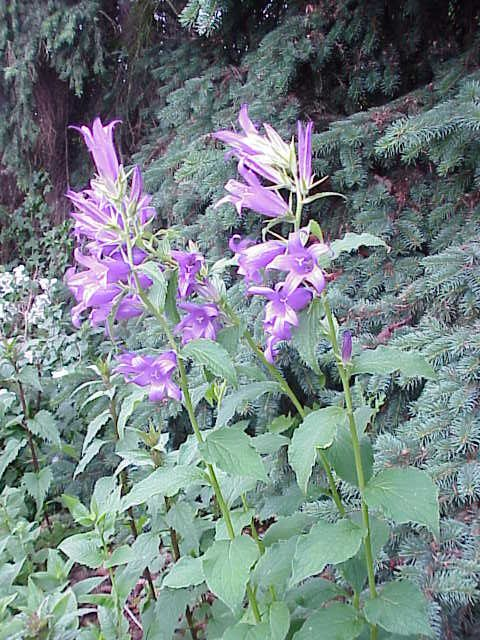
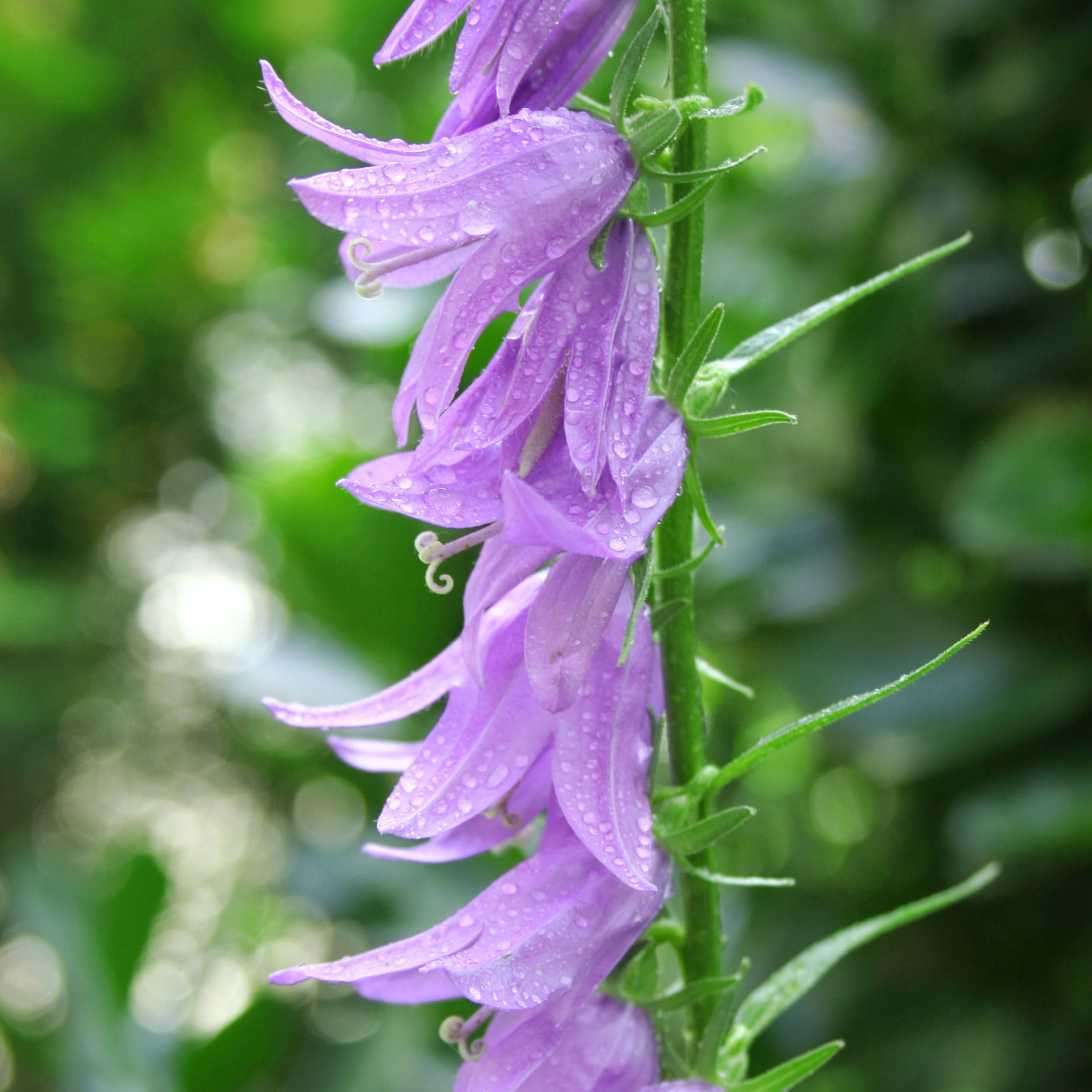
Virágai
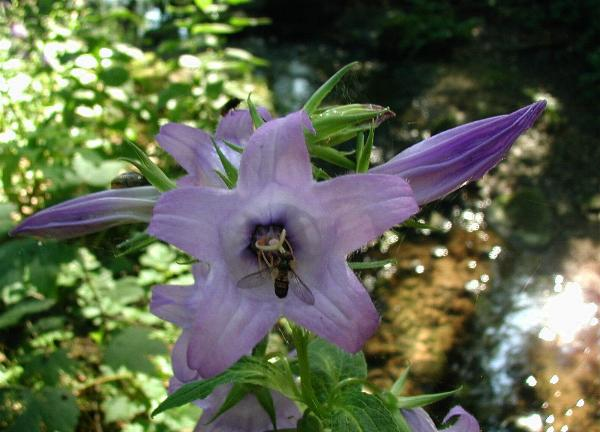
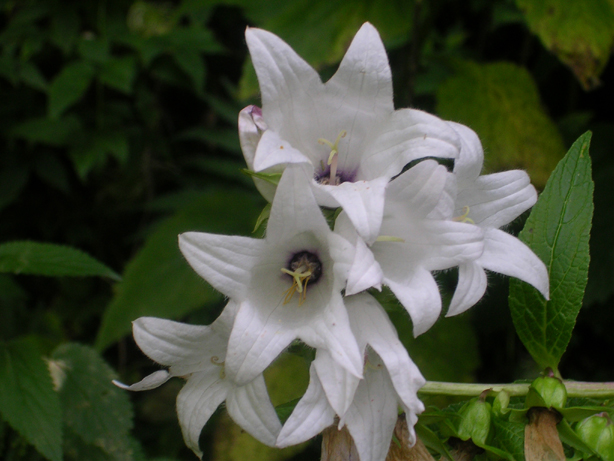
Fehér változata
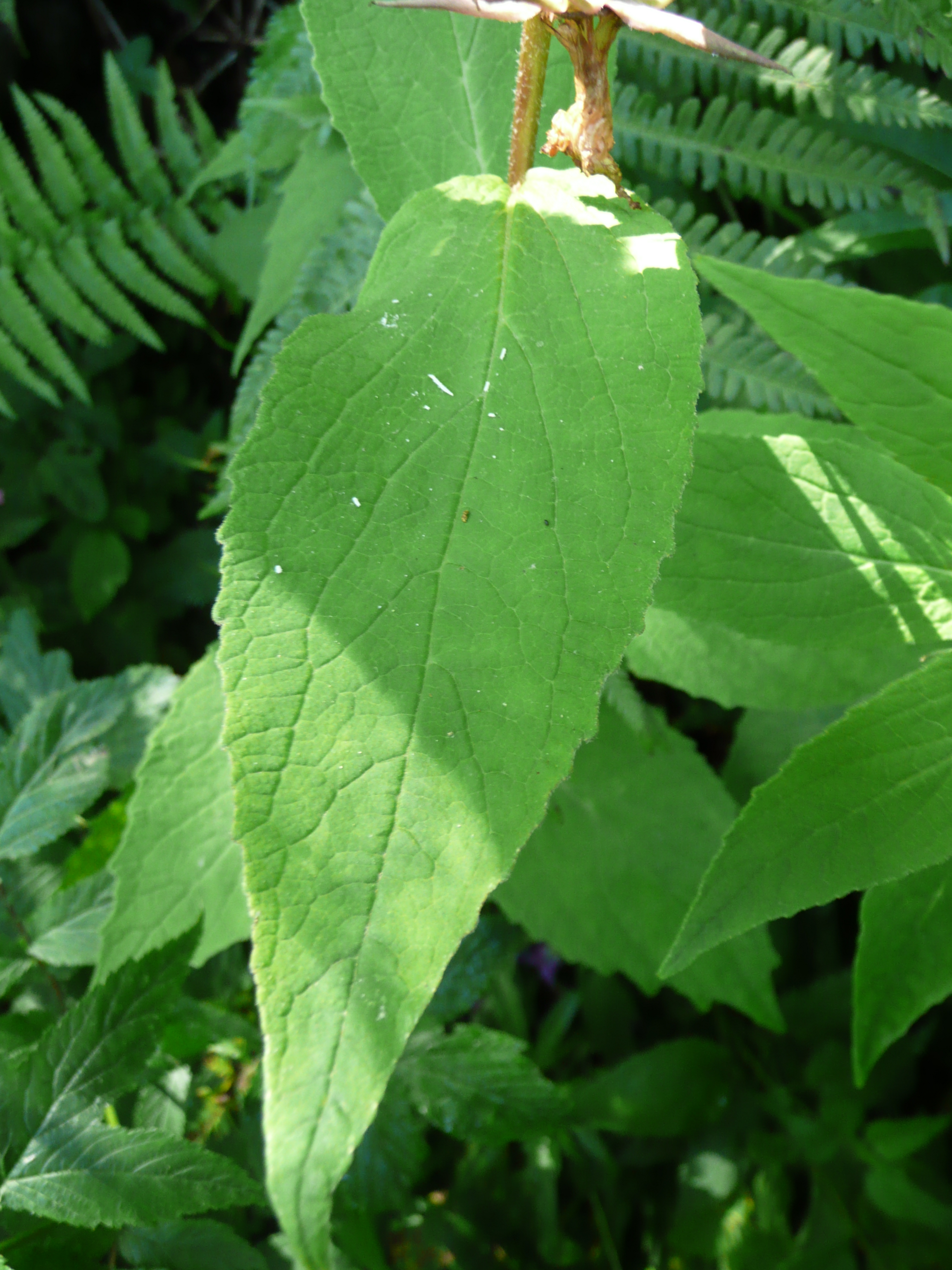
Levele
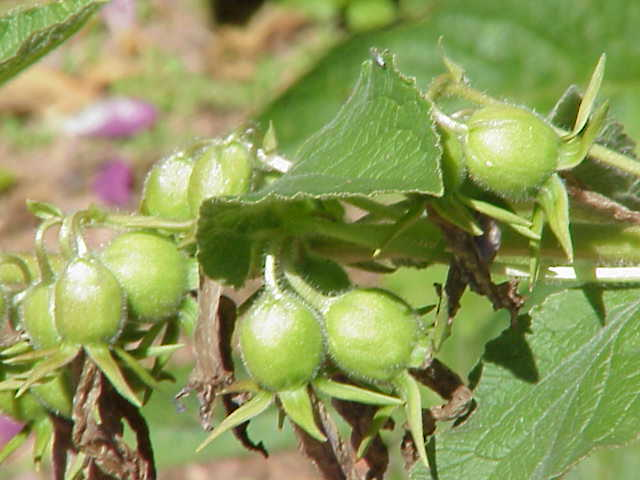
Termései
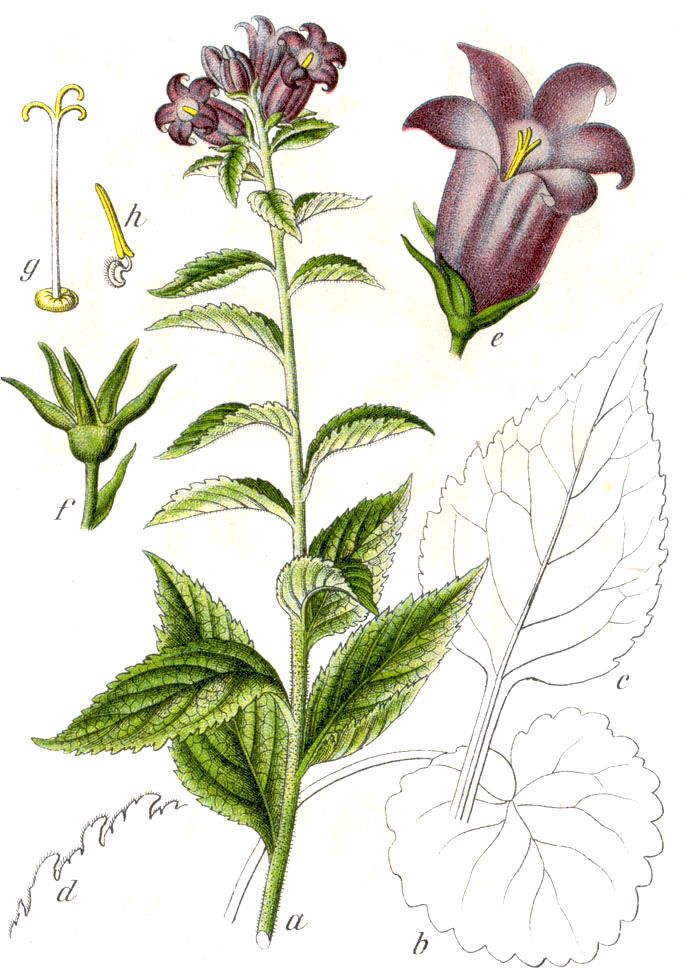
Rajz a növényről
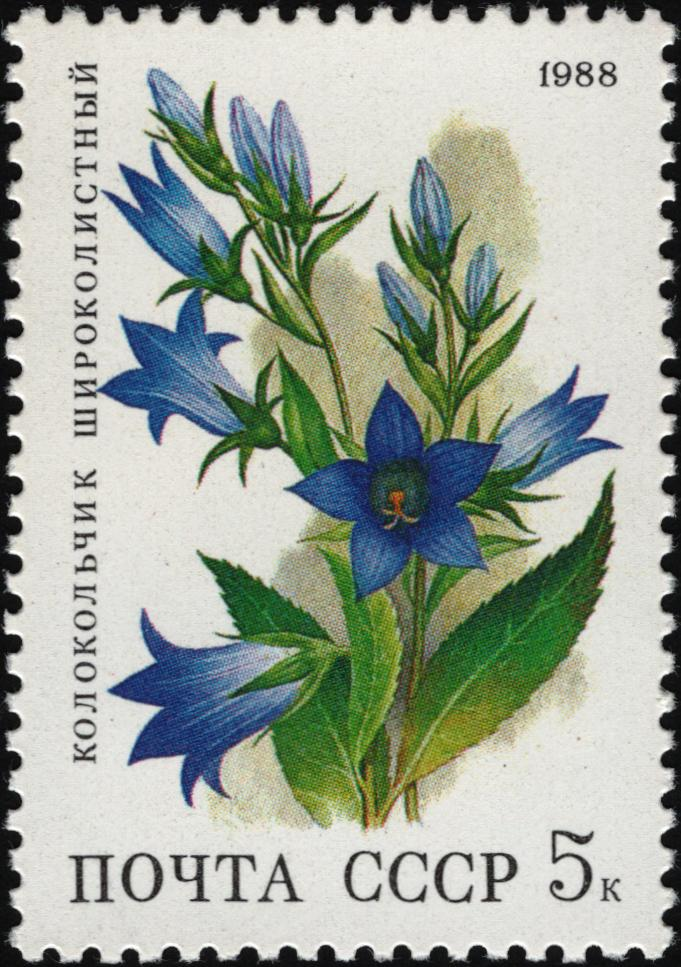
A Szovjetunió egyik bélyegén